# Altura (Spanyolország)
Altura egy község Spanyolországban, Castellón tartományban. Altura Jérica, Segorbe, Alcublas, Llíria, Marines és Gátova községekkel határos. Lakosainak száma 3790 fő (2024).

## Népesség
A település népessége az elmúlt években az alábbi módon változott:
| Lakosok száma | 3145 | 3234 | 3470 | 3920 | 3924 | 3670 | 3621 | 3528 | 3658 | 3790 |
|               | 2001 | 2004 | 2006 | 2009 | 2011 | 2014 | 2016 | 2019 | 2021 | 2024 |